# Coraebus rubi
Coraebus rubi – gatunek chrząszcza z rodziny bogatkowatych i podrodziny Agrilinae. Zamieszkuje palearktyczną Eurazję i Afrykę Północną. Larwy rozwijają się w korzeniach jeżyn, malin i róż. Owady dorosłe żerują na młodych liściach.

## Taksonomia
Gatunek ten opisany został po raz pierwszy w 1767 roku przez Karola Linneusza pod nazwą Buprestis rubi.

## Morfologia

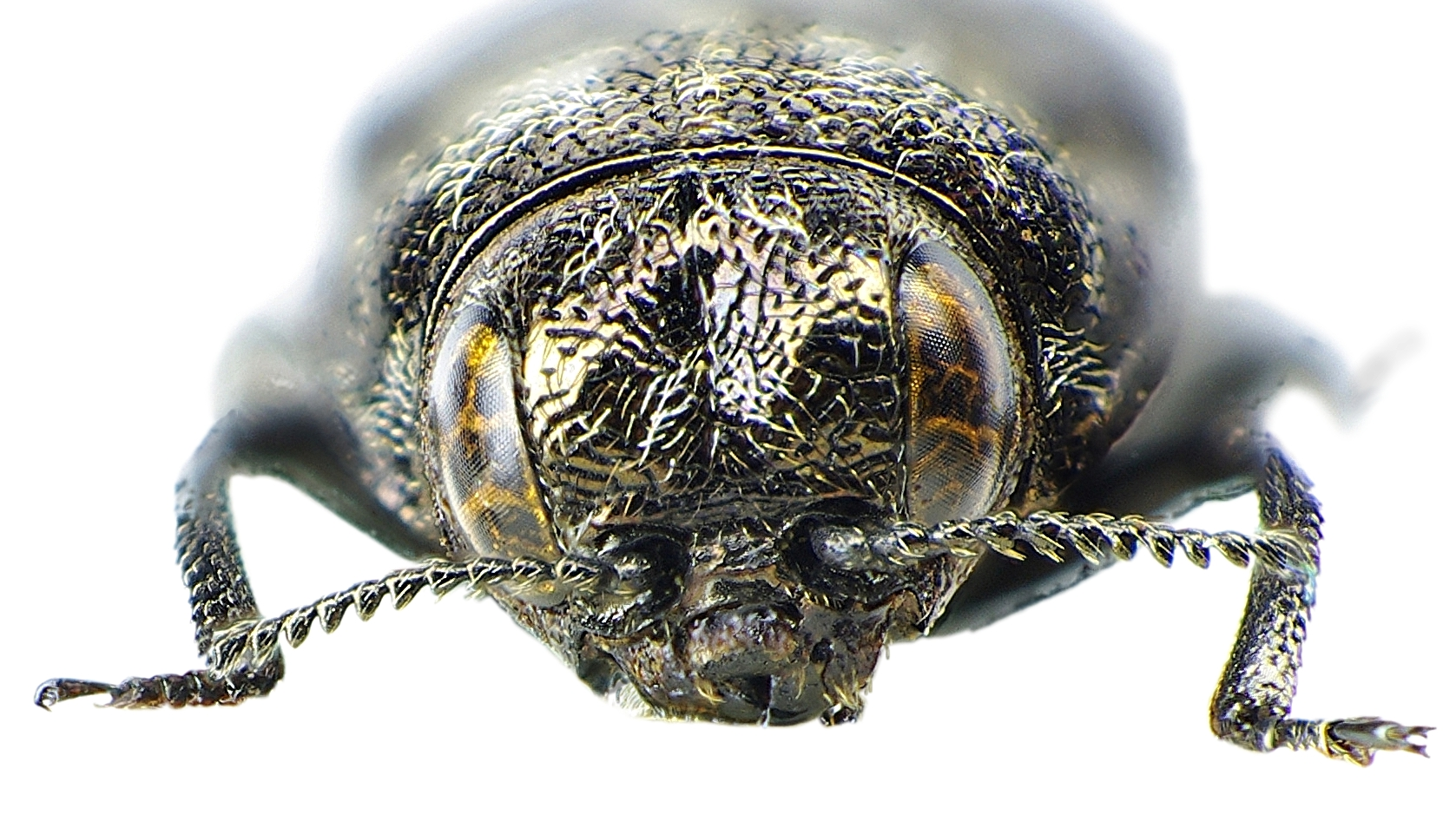
Widok od przodu

Chrząszcz o wydłużonym ciele długości od 7,5 do 11 mm. Ubarwienie ma czarniawe ze spiżowym połyskiem na przedpleczu i wzdłuż szwu pokryw oraz niebieskawym połyskiem na pozostałej części pokryw. Głowę ma zaopatrzoną w duże, dochodzące do przedniej krawędzi przedplecza oczy. Czułki ma nie dłuższe od szerokości głowy, o członie drugim dwukrotnie dłuższym niż szerokim a członie przedostatnim poprzecznym, ząbkowane począwszy od czwartego członu. Przedplecze ma niezmodyfikowane krawędzie boczne, pasek białych włosków wzdłuż linii środkowej oraz głęboki poprzeczny wcisk wzdłuż krawędzi podstawowej, szczególnie dobrze wyrażony po bokach. Tarczka jest poprzecznie pomarszczona, matowa, pozbawiona kila. Pokrywy pozbawione są punktowanych pasów i mają słabo widoczne ząbkowanie na wierzchołkach. Na powierzchni pokryw występują białe włoski formujące poprzeczne, pofalowane przepaski. Genitalia samca cechują się łyżeczkowatym edeagusem. 

## Ekologia i występowanie

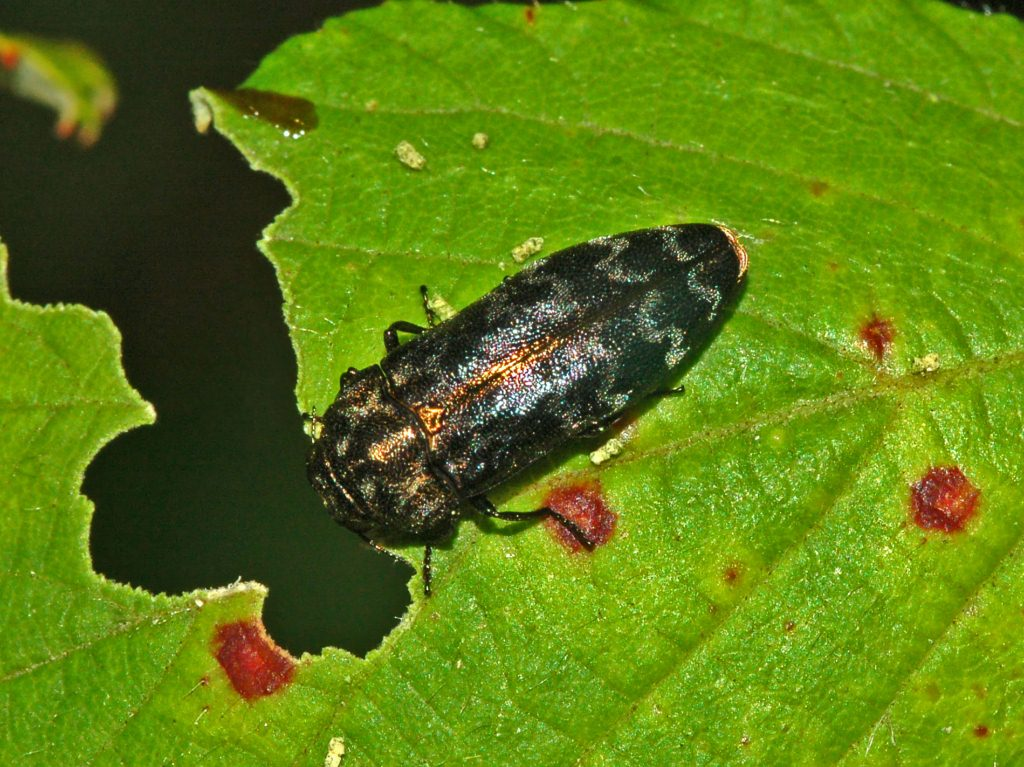
Imago żerujące na liściu

Larwy są endoryzofagiczne i żerują w korzeniach roślin z rodziny różowatych. Wśród ich roślin żywicielskich wymienia się różne gatunki jeżyn, malin i róż. Przepoczwarczają się w okolicy szyi korzeniowej. Owady dorosłe obserwuje się latem. Żerują na młodych liściach (foliofagi), obgryzając je od krawędzi. Cechują się małą ruchliwością. Zaniepokojone podkurczają odnóża i opadają na ziemię, przez dłuższy czas udając martwe.
Gatunek palearktyczny, w Europie znany z Portugalii, Hiszpanii, Francji, Niemiec, Szwajcarii, Austrii, Włoch, Polski, Czech, Słowacji, Węgier, Ukrainy, Mołdawii, Rumunii, Bułgarii, Słowenii, Chorwacji, Bośni i Hercegowiny, Serbii, Czarnogóry, Albanii, Macedonii Północnej, Grecji oraz europejskich części Turcji i Rosji. Z Polski podawany jest na podstawie nielicznych, starych doniesień i jego współczesne występowanie nie jest pewne. Na „Czerwonej liście zwierząt ginących i zagrożonych w Polsce” umieszczony jest jako zagrożony gatunek o niedostatecznie rozpoznanym statusie (DD). Z kolei na „Czerwonej liście gatunków zagrożonych Republiki Czeskiej” umieszczony jest jako gatunek krytycznie zagrożony wymarciem (CR). Poza Europą notowany jest z Afryki Północnej, anatolijskiej części Turcji, Zakaukazia, Syrii i północnych Indii.